# بكتيريا ذهبية إسبانية
بكتيريا ذهبية إسبانية (الاسم العلمي: Chryseobacterium hispanicum) هي نوع من البكتيريا، سلبية الغرام، تتبع جنس عصوية ذهبية.